# Décès en 2016
Décès
- 2012
- 2013
- 2014
- 2015
- 2016
- 2017
- 2018
- 2019
- 2020

Cet article présente une liste de personnalités mortes au cours de l'année 2016.
La liste des personnes référencées dans Wikipédia est disponible dans la page de la Catégorie:Décès en 2016

Les mois de l'année font également l'objet de listes spécifiques :

## Décès par mois

### Janvier

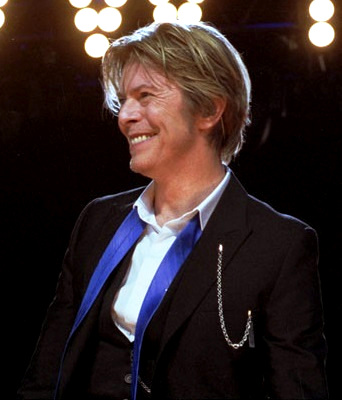
David Bowie.

- 1er janvier : Vilmos Zsigmond, chef opérateur du Nouvel Hollywood.
- 2 janvier : Michel Delpech, chanteur français.
- 3 janvier : Paul Bley, pianiste canadien de jazz.
- 4 janvier : Michel Galabru, acteur français.
- 4 janvier : André Turcat, premier pilote du Concorde.
- 5 janvier : Pierre Boulez, compositeur français.
- 5 janvier : Jean-Paul L'Allier, homme politique et diplomate québécois.
- 6 janvier : Yves Vincent, acteur et écrivain français.
- 6 janvier : Silvana Pampanini, actrice italienne.
- 7 janvier : André Courrèges, couturier français, fondateur de la maison Courrèges.
- 8 janvier : Otis Clay, chanteur américain de soul, blues et gospel.
- 10 janvier : David Bowie, chanteur, compositeur, peintre, producteur de disques et acteur britannique.
- 11 janvier : David Margulies, acteur américain.
- 13 janvier : Giorgio Gomelsky, réalisateur, imprésario et producteur.
- 14 janvier : Franco Citti, acteur italien.
- 14 janvier : Alan Rickman, acteur, réalisateur et scénariste anglais.
- 14 janvier : René Angélil, producteur canadien, imprésario et époux de Céline Dion.
- 16 janvier : Dorothée Blanck, actrice française.
- 18 janvier : Michel Tournier, écrivain français, lauréat du prix Goncourt en 1970.
- 18 janvier : Glenn Frey, compositeur, chanteur, guitariste, acteur et membre fondateur du groupe Eagles.
- 19 janvier : Ettore Scola, réalisateur italien.
- 20 janvier : Edmonde Charles-Roux, romancière française.
- 21 janvier : Marc Cassot, acteur, directeur artistique et metteur en scène français.
- 23 janvier : Jimmy Bain, bassiste de Rainbow et Dio.
- 24 janvier : Marvin Minsky, universitaire américain, père de l'intelligence artificielle.
- 25 janvier : Denise Duval, artiste lyrique (soprano) française.
- 26 janvier : Colin Vearncombe, chanteur britannique.
- 28 janvier : Paul Kantner, guitariste et cofondateur du groupe rock Jefferson Airplane, et Signe Anderson, première chanteuse du même groupe.
- 29 janvier : Jacques Rivette, réalisateur français.
- 30 janvier : Frank Finlay, acteur britannique.
- 31 janvier : Benoît Violier, chef cuisinier franco-suisse.

### Février
- 2 février : Éric Kristy, romancier et scénariste.
- 3 février : Maurice White, chanteur américain du groupe Earth, Wind and Fire.
- 4 février : Edgar Mitchell, astronaute américain.
- 5 février : Tayeb Saddiki, écrivain et metteur en scène marocain.
- 7 février : Berre Bergen, bassiste belge.
- 7 février : Juliette Benzoni, romancière française.
- 13 février : Antonin Scalia, juge (et doyen) à la Cour suprême des États-Unis.
- 15 février : Vanity, chanteuse et actrice canadienne.
- 16 février : Boutros Boutros-Ghali, homme d'État et diplomate égyptien.
- 17 février : Andrzej Żuławski, cinéaste polonais.
- 19 février :
  - Umberto Eco, auteur et sémiologue italien ;
  - Harper Lee, romancière américaine.
- 24 février: Paul Racine, fonctionnaire français et écrivains.
- 25 février : François Dupeyron, écrivain et réalisateur français.
- 28 février : George Kennedy, acteur et écrivain américain.

### Mars
- 2 mars : Chandra Ranaraja, femme politique srilankaise.
- 3 mars : Yves Guéna, homme politique français.
- 4 mars : Patrick Floersheim, acteur français.
- 5 mars : Nikolaus Harnoncourt, chef d'orchestre autrichien.
- 6 mars : Nancy Reagan, actrice et Première dame des États-Unis.
- 8 mars : George Martin, producteur des Beatles.
- 10 mars : Keith Emerson, musicien de rock progressif britannique, membre du groupe Emerson Lake and Palmer.
- 15 mars : 
  - Jean-Pierre Bagot, acteur français.
  - Serge Kampf, chef d'entreprise français.
- 17 mars : Shozo Awazu, judoka japonais, il est l'un des fondateurs du judo en France.
- 18 mars : Guido Westerwelle, homme politique allemand.
- 22 mars : Rob Ford, homme politique canadien.
- 24 mars : Johan Cruyff, joueur et entraîneur néerlandais de football.
- 26 mars : Jim Harrison, écrivain américain.
- 27 mars : Alain Decaux, écrivain et biographe français.
- 29 mars : Jean-Pierre Coffe, critique culinaire, animateur radio et écrivain français.
- 31 mars :
  - Imre Kertész, écrivain hongrois ;
  - Hans-Dietrich Genscher, homme d'État allemand.

### Avril

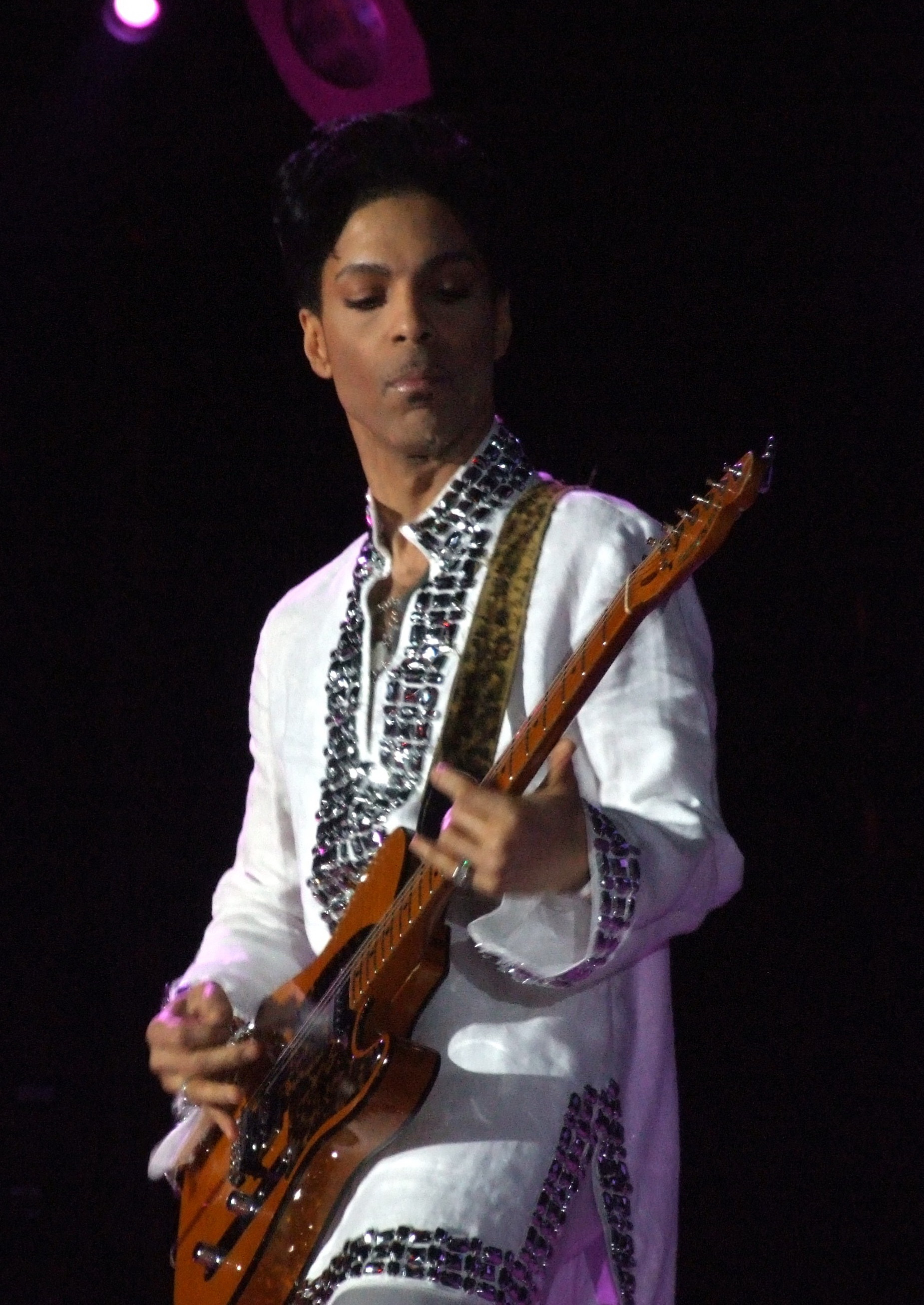
Prince.

- 7 avril : Marcel Dubé, dramaturge québécois.
- 12 avril : Maurice Favières, animateur de radio et présentateur de télévision.
- 16 avril : Estelle Balet, snowboardeuse suisse.
- 19 avril : Ronit Elkabetz, actrice et réalisatrice israélienne
- 21 avril : Prince, chanteur et musicien américain.
- 24 avril : Papa Wemba, chanteur de rumba congolaise.
- 24 avril : Billy Paul, chanteur américain de soul.
- 25 avril : Martin Gray, écrivain franco-américain.
- 28 avril : René Hausman, illustrateur belge.
- 30 avril : Dang Jittakorn, chanteur pop de Luk thung thaïlandaise.

### Mai
- 2 mai : Hubert Mounier, dit Cleet Boris, musicien français, chanteur et auteur de bande dessinée.
- 5 mai : Maurice Sinet, dit Siné, dessinateur et caricaturiste français.
- 8 mai : Philippe Beaussant, musicologue français.
- 12 mai : Susannah Mushatt Jones, doyenne de l'humanité.
- 14 mai : Banza Mukalay, ministre congolais.
- 15 mai : André Brahic, astrophysicien français.
- 21 mai : Nick Menza, batteur américain.
- 22 mai : Bata Živojinović, acteur serbe.
- 27 mai : Jean-Claude Decaux, industriel français.
- 29 mai : André Rousselet, chef d'entreprise français.
- 31 mai : Emmanuel Maubert, animateur et chroniqueur français.

### Juin

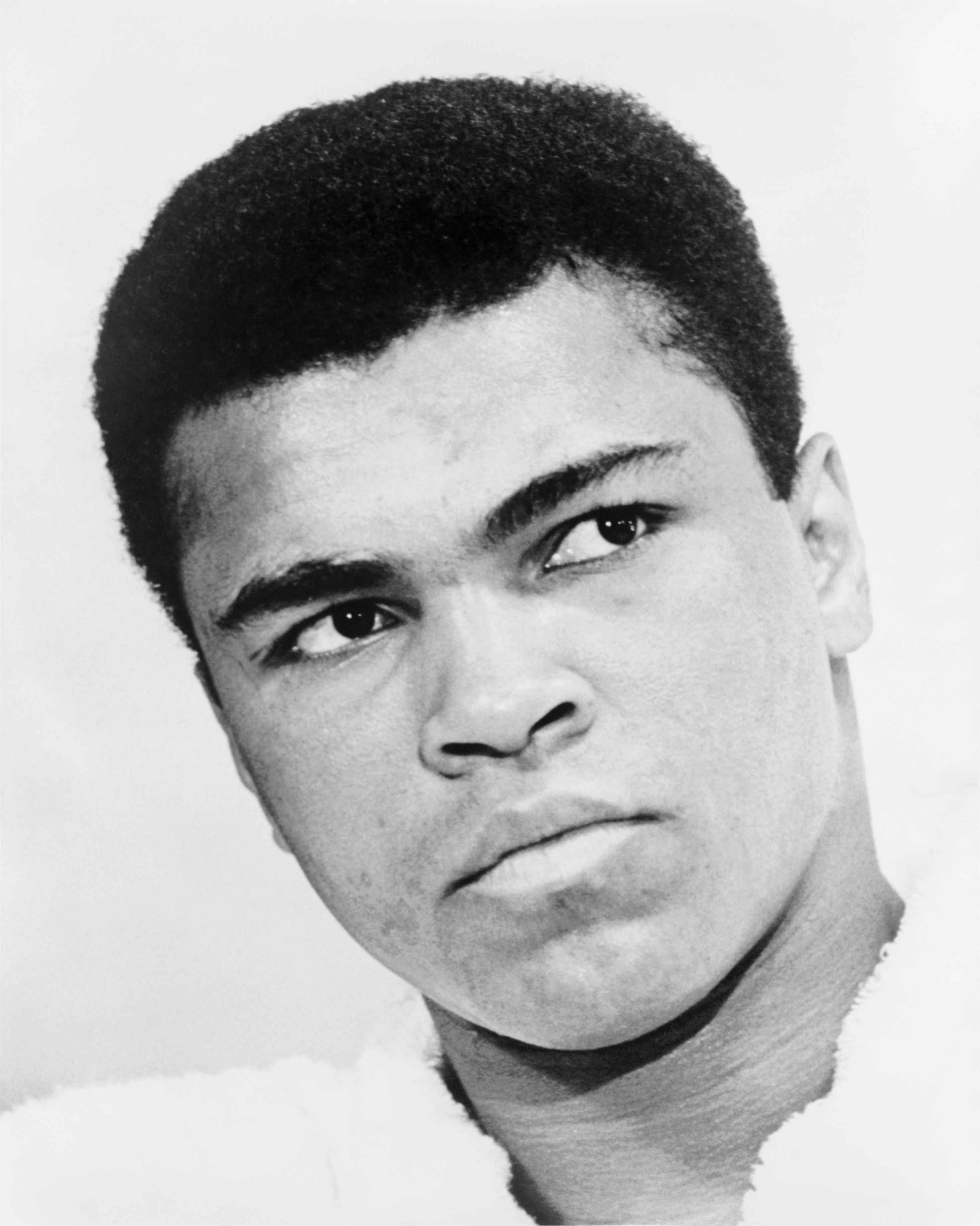
Mohamed Ali.

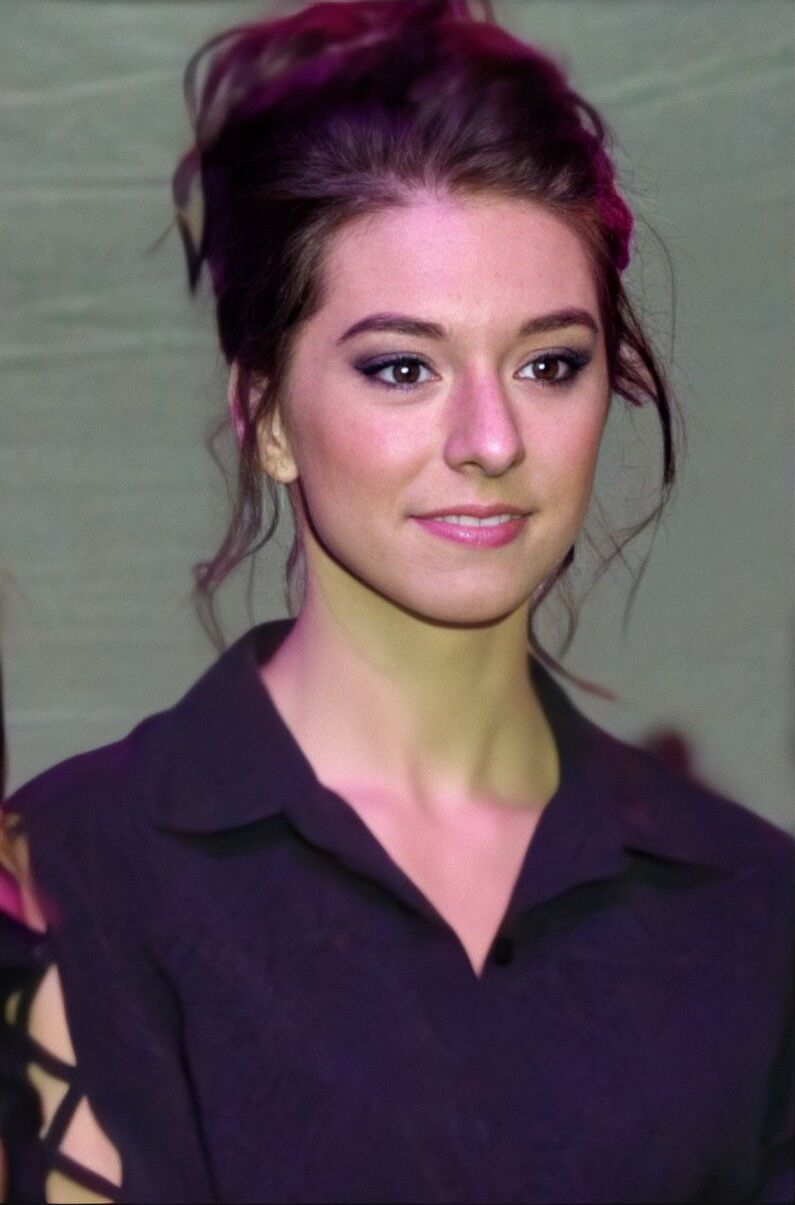
Christina Grimmie.

- 3 juin : Mohamed Ali, boxeur américain.
- 8 juin : Stephen Keshi, footballeur nigérian.
- 10 juin :
  - Gordie Howe, joueur de hockey canadien ;
  - Christina Grimmie, chanteuse américaine.
- 16 juin : Jo Cox, députée britannique travailliste.
- 19 juin : Anton Yelchin, acteur américano-russe.
- 20 juin : Benoîte Groult, journaliste, écrivain et militante féministe française.
- 20 juin : Edgard Pisani, homme politique et ministre français.
- 21 juin : Robert Joudoux, historien et homme de lettres français.
- 24 juin : Gerard Woodley, criminel américain.
- 25 juin :
  - Giuseppe Ferrara, réalisateur et scénariste italien ;
  - Nicole Courcel, actrice française.
- 27 juin : Bud Spencer, acteur italien.

### Juillet
- 1er juillet : Yves Bonnefoy, écrivain français.
- 2 juillet :
  - Michael Cimino, réalisateur et scénariste américain ;
  - Michel Rocard, ancien Premier ministre français ;
  - Elie Wiesel, écrivain et philosophe américain.
- 4 juillet : Abbas Kiarostami, réalisateur et scénariste iranien.
- 8 juillet : Jacques Rouffio, scénariste, producteur et réalisateur français.
- 19 juillet : Laurence Pollet-Villard, actrice française.
- 20 juillet : André Isoir, organiste français.
- 23 juillet : Marceau Long, haut fonctionnaire français.
- 28 juillet : Martine Meirhaeghe, actrice française de doublage

### Août
- 13 août :
  - Kenny Baker, acteur britannique ;
  - Françoise Mallet-Joris, femme de lettres belge et française ;
  - Georges Séguy, syndicaliste français.
- 22 août :
  - Toots Thielemans, musicien belge ;
  - Jacqueline Pagnol, actrice française
- 24 août :
  - Michel Butor, écrivain français ;
  - Walter Scheel, homme politique allemand.
- 25 août : Sonia Rykiel, couturière et designer française
- 28 août : Yvon Fournier, Homme d'affaires
- 29 août : Gene Wilder, réalisateur, acteur et scénariste américain.
- 30 août : Marc Riboud, photographe français.
  - Asia Ramazan Antar, membre des Unités de protection de la femme, combattante lors de la guerre civile syrienne
- 31 août : Oqtay Zulfugarov, chef d'orchestre, violoncelliste et enseignant azerbaïdjanais.

### Septembre
- 2 septembre :
  - Islam Karimov, président de la République d'Ouzbékistan ;
  - Jon Polito, acteur américain.
- 4 septembre : Bob Bissonnette, chanteur et hockeyeur Québécois.
- 6 septembre : Jean Franval, comédien et directeur d'acteur français.
- 8 septembre :
  - Prince Buster, chanteur jamaïcain, DJ, percussionniste et producteur de musique ;
  - Jacques Dominati, homme politique français.
- 11 septembre :
  - Alexis Arquette, actrice américaine.
  - Michel Christian Bergerac, homme d'affaires français.
  - Claude-Jean Philippe, critique français de cinéma, homme de radio et de télévision ;
- 13 septembre : 
  - Anne Germain, chanteuse française.
  - Yoro Khary Fall, historien et universitaire sénégalais.
- 16 septembre :
  - Edward Albee, auteur dramatique américain ;
  - Carlo Azeglio Ciampi, ancien président de la République italienne.
- 20 septembre : Curtis Hanson, acteur, scénariste, réalisateur et producteur américain.
- 24 septembre : Bill Nunn, acteur américain
- 25 septembre :
  - Jean Boissonnat, économiste et journaliste français ;
  - Arnold Palmer, joueur de golf professionnel américain ;
  - Joseph Haïm Sitruk, grand rabbin de France;
  - Rod Temperton, auteur, compositeur, musicien et producteur britannique.
- 28 septembre : Shimon Peres, homme d'État israélien.
- 30 septembre : 
  - Bernard Faure, « Monsieur Zygo », comédien et animateur de télévision français.
  - Jihad Qassab, joueur de football syrien.

### Octobre
- 2 octobre : Neville Marriner, chef d'orchestre britannique.
- 8 octobre : Pierre Tchernia, réalisateur et animateur français.
- 9 octobre : 
  - Anthony Grant, homme politique britannique.
  - Andrzej Wajda, réalisateur et scénariste de cinéma, metteur en scène de théâtre polonais.
- 13 octobre :
  - Dario Fo, écrivain, dramaturge, metteur en scène et acteur italien ;
  - Rama IX, roi de Thaïlande de 1946 à 2016.
- 14 octobre : Pierre Étaix, réalisateur, acteur, clown, dessinateur, affichiste et dramaturge français.
- 21 octobre : Clément Michu, acteur français.

### Novembre

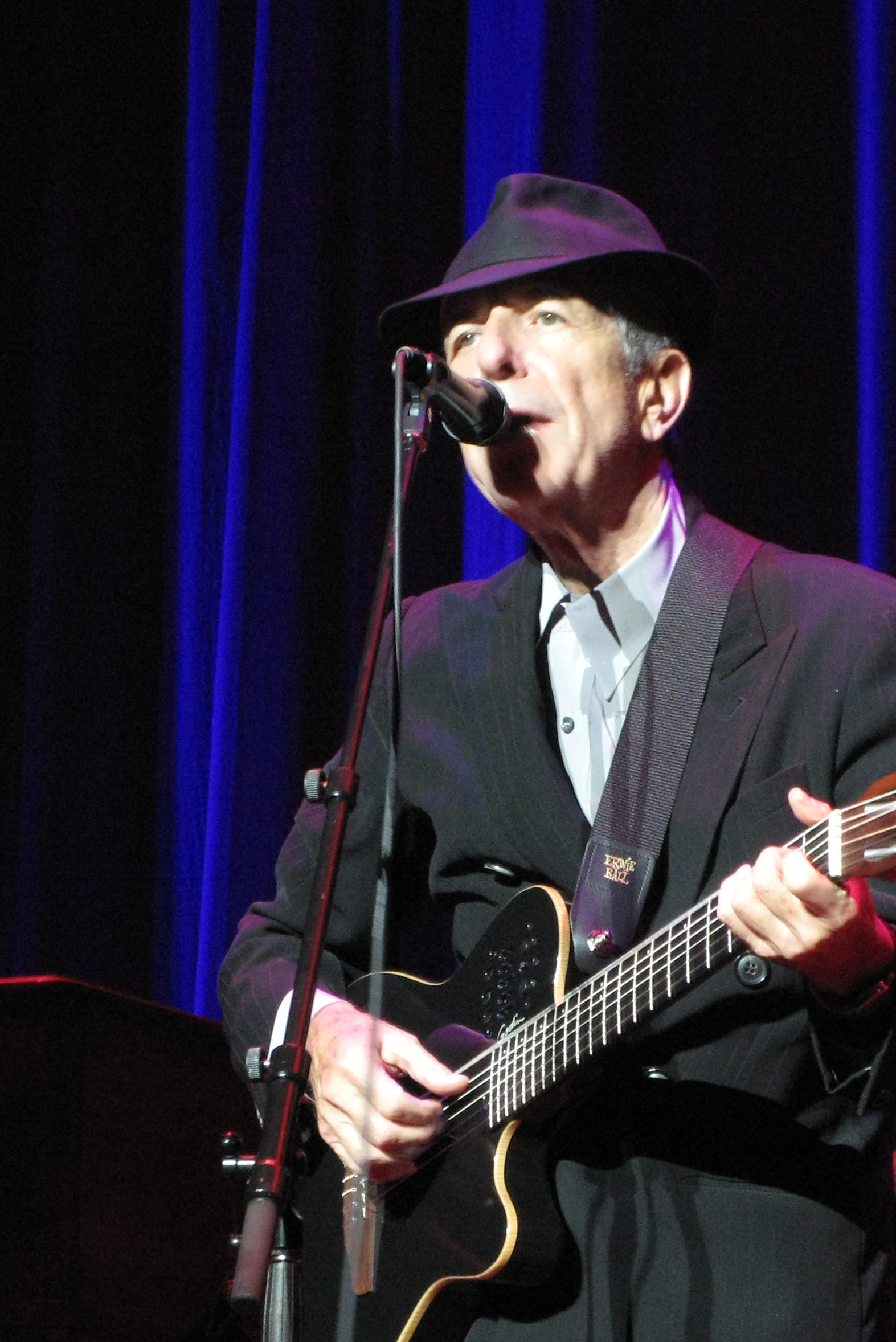
Leonard Cohen.

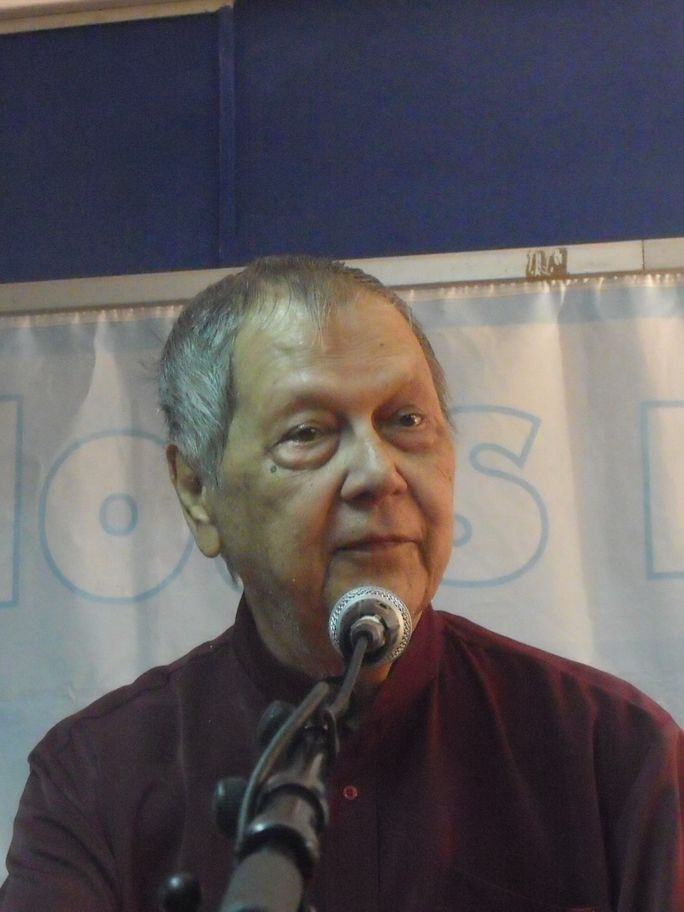
Paul Vergès en 2010.

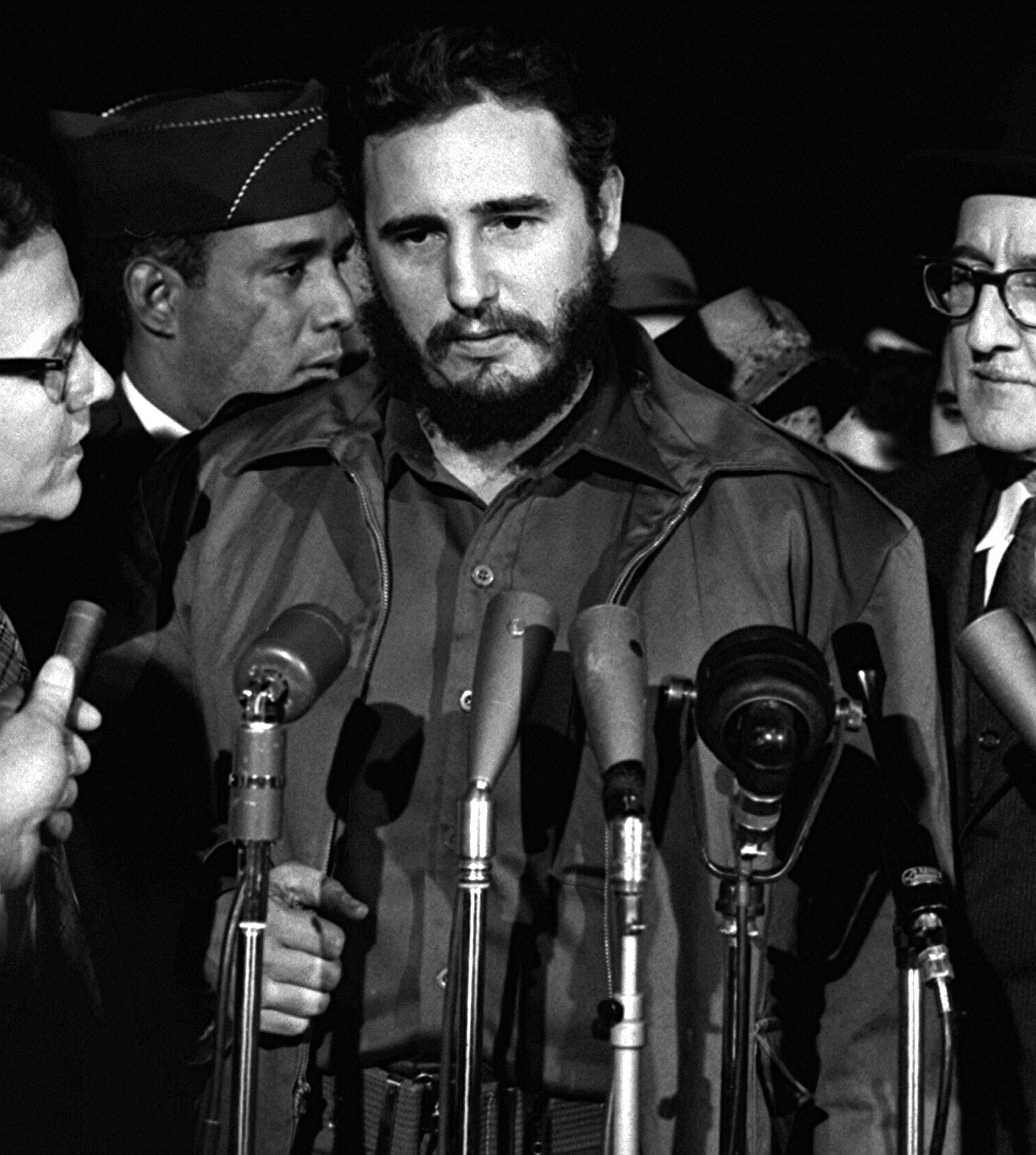
Fidel Castro.

- 7 novembre : Leonard Cohen, musicien et poète canadien.
- 8 novembre : Raoul Coutard, réalisateur et directeur de la photographie.
- 11 novembre : Robert Vaughn, acteur américain.
- 13 novembre : Leon Russell, auteur-compositeur-interprète, pianiste et guitariste américain.
- 12 novembre: Paul Vergès, homme politique français.
- 17 novembre : Whitney Smith, vexillologue américain, fondateur du terme vexillologie.
- 18 novembre : Sharon Jones, chanteuse américaine.
- 19 novembre: Nariman Azimov, compositeur et chef d’orchestre azerbaïdjanais.
- 20 novembre : William Trevor, écrivain irlandais.
- 20 novembre : Paul Tourenne, chanteur français.
- 23 novembre : Rita Barberá, femme politique espagnole.
- 25 novembre : David Hamilton, photographe britannique.
- 25 novembre : Fidel Castro, homme d'État cubain.

### Décembre

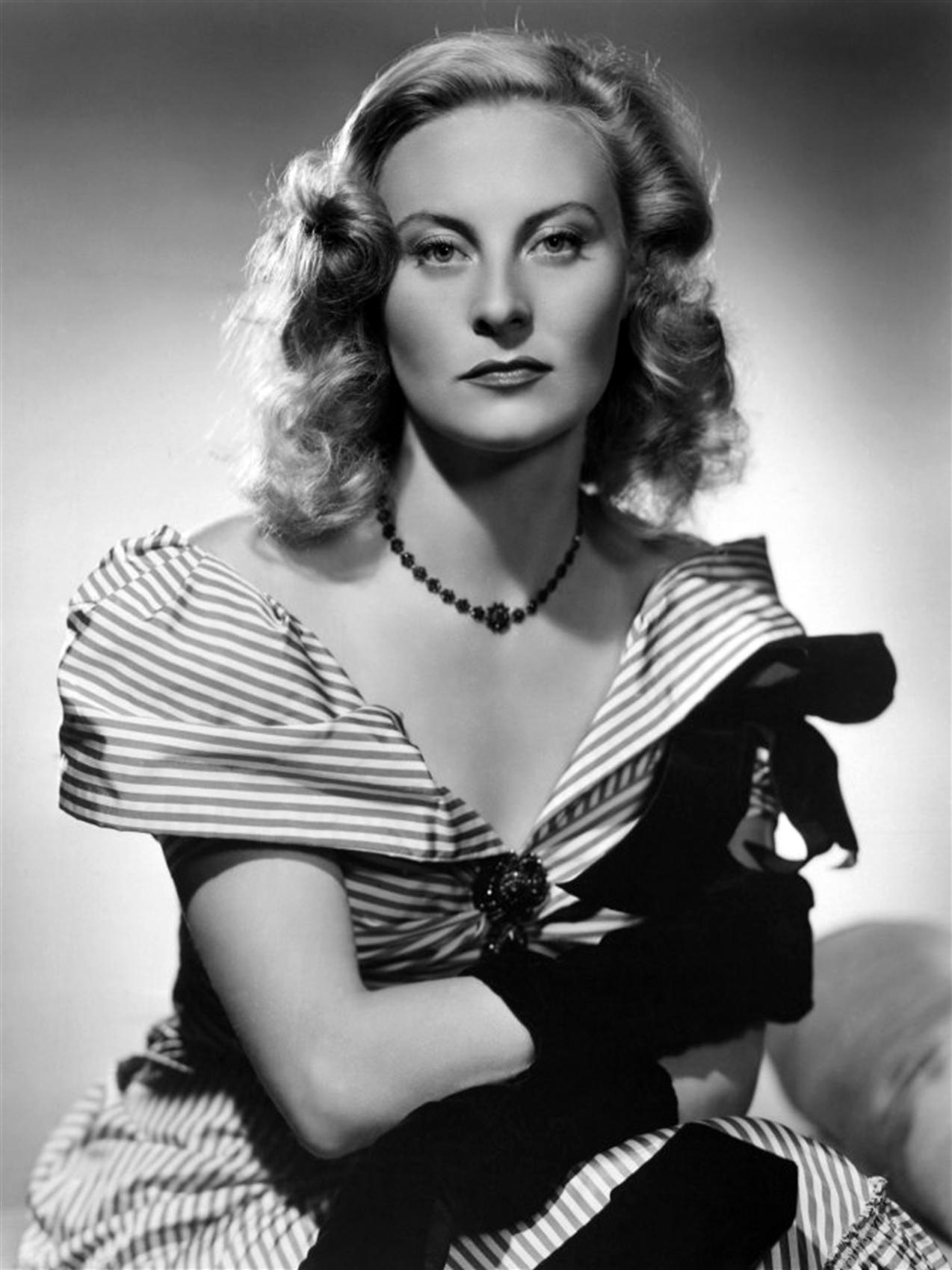
Michèle Morgan.

- 1er décembre : Ousmane Sow, sculpteur sénégalais.
- 3 décembre : Rémy Pflimlin, dirigeant d'entreprise français.
- 4 décembre : Marcel Gotlib, auteur de bande dessinée.
- 7 décembre: Greg Lake, musicien britannique membre du groupe Emerson Lake and Palmer.
- 8 décembre : John Glenn, astronaute et homme politique américain.
- 11 décembre : Esma Redzepova, chanteuse rom-macédonienne
- 18 décembre :
  - Zsa Zsa Gábor, actrice américaine ;
  - Léo Marjane, actrice et chanteuse française.
- 19 décembre : Philippe Becquelin (Mix et Remix), dessinateur de presse suisse[1].
- 20 décembre : Michèle Morgan, actrice française.
- 23 décembre : Vesna Vulović, hôtesse de l'air, détentrice du record du monde de la plus haute chute libre sans parachute à laquelle un être humain ait survécu.
- 24 décembre : Rick Parfitt, guitariste anglais du groupe Status Quo.
- 25 décembre : George Michael, auteur-interprète britannique.
- 27 décembre :
  - Carrie Fisher, actrice américaine, fille de Debbie Reynolds ;
  - Claude Gensac, actrice française.
- 28 décembre :
  - Michel Déon, écrivain et académicien français ;
  - Pierre Barouh, auteur-compositeur-interprète français ;
  - Debbie Reynolds, actrice américaine, mère de Carrie Fisher ;
  - Jean-Christophe Victor, géographe, géopolitologue, et présentateur d'émission télévisée.
- 29 décembre :
  - Ferdi Kübler, coureur cycliste suisse ;
  - William Salice, inventeur italien.
- 30 décembre : Tyrus Wong, peintre, illustrateur, céramiste, lithographe, designer américain.